# Nachbar in Not
Nachbar in Not ist eine österreichische Hilfsaktion, die 1992 ins Leben gerufen wurde.
Beteiligt waren bei Beginn der ORF, das Rote Kreuz und die Caritas. Auch CARE Österreich, die Diakonie Österreich, der Malteser Hospitaldienst Austria, die Volkshilfe Österreich, das Hilfswerk International und der Arbeiter-Samariterbund-Österreich schlossen sich bald an. Ursprünglich war die Aktion als Hilfe für die Opfer des Krieges im ehemaligen Jugoslawien ausgelegt, insbesondere die des Bosnienkriegs. In den Folgejahren schlossen sich auch ausländische Rundfunkanstalten der Aktion an. Es war dies die größte Hilfsaktion für den kriegsgeschüttelten Balkan. So konnten bis 1997 1,1 Milliarden Schilling (ca. 80 Mio. Euro) bei der Bevölkerung gesammelt werden.
Nach der Aktion Licht ins Dunkel ist dies die größte Spendenaktion, die in Österreich je durchgeführt wurde.
Unter der Schirmherrschaft des amtierenden Bundespräsident Heinz Fischer lebte die Aktion unter dem Motto Österreich hilft Darfur im Sommer 2004 wieder auf. Medienberichten zufolge wurde auch bei dieser Aktion innerhalb der ersten 30 Tage 3,4 Mio. € gespendet. Die österreichische Bundesregierung beteiligte sich aus Steuermitteln daran mit 600.000 €.
Unmittelbar nach dem Erdbeben im Indischen Ozean 2004 wurde die Aktion am 28. Dezember 2004 neuerlich für die Flutopfer gestartet, ebenso nach dem Erdbeben in Haiti 2010 und der Überschwemmungskatastrophe in Pakistan 2010.
Seit August 2011 wurde die Aktion für die Hungerkatastrophe in Ostafrika insbesondere in Somalia, Äthiopien und Kenia ins Leben gerufen.
Zum Zeitpunkt des 20-jährigen Jubiläums hatte die Hilfsaktion ein Spendenvolumen von 199 Millionen Euro erwirtschaftet.
Anfang März 2016 bat die Organisation in einem Brief um Spenden für Flüchtlinge aus Syrien, die in Jordanien und Libanon Zuflucht gesucht haben.
Unmittelbar nach der Explosionskatastrophe im Hafen von Beirut startete Nachbar in Not im August 2020 wieder eine Hilfsaktion.
Aufgrund des Russischen Überfalls auf die Ukraine im Februar 2022 wurde eine neuerliche Aktion gestartet.